# Divize B 1992/1993
V soubojích 28. ročníku České divize B 1992/93 se utkalo 16 týmů dvoukolovým systémem podzim–jaro. Tento ročník začal v srpnu 1992 a skončil v červnu 1993.

## Kluby podle přeborů
- Severočeský (9): FK Armaturka Ústí nad Labem, FK Český lev Neštěmice, SK Sokol Brozany, TJ Slavoj Litoměřice, TJ Slovan Varnsdorf, TJ Kovostroj Děčín, Žatec, FK VTJ Teplice "B", TJ Slovan Jirkov
- Středočeský (5): SK Rakovník, TJ KŽ Králův Dvůr, TJ Rudná, SK Slaný VTJ, TJ Kablo Kročehlavy.
- Pražský (2): SK Motorlet Praha, TJ Tatra Smíchov.

## Výsledná tabulka
| Poř. | Tým                         | Z  | V  | R | P  | VG | OG | B  |
| ---- | --------------------------- | -- | -- | - | -- | -- | -- | -- |
| 1.   | FK Armaturka Ústí nad Labem | 30 | 22 | 7 | 1  | 83 | 28 | 51 |
| 2.   | FK Český lev Neštěmice      | 30 | 19 | 5 | 6  | 59 | 32 | 43 |
| 3.   | SK Rakovník                 | 30 | 17 | 7 | 6  | 62 | 34 | 41 |
| 4.   | SK Sokol Brozany            | 30 | 15 | 8 | 7  | 47 | 30 | 38 |
| 5.   | SK Motorlet Praha           | 30 | 15 | 6 | 9  | 50 | 35 | 36 |
| 6.   | TJ Slavoj Litoměřice        | 30 | 16 | 2 | 12 | 43 | 40 | 34 |
| 7.   | TJ Slovan Varnsdorf         | 30 | 13 | 5 | 12 | 47 | 50 | 31 |
| 8.   | TJ KŽ Králův Dvůr           | 30 | 12 | 3 | 15 | 44 | 59 | 27 |
| 9.   | TJ Kovostroj Děčín          | 30 | 9  | 7 | 14 | 45 | 47 | 25 |
| 10.  | TJ Tatra Smíchov            | 30 | 9  | 7 | 14 | 39 | 47 | 25 |
| 11.  | Žatec                       | 30 | 9  | 6 | 15 | 39 | 51 | 24 |
| 12.  | TJ Rudná                    | 30 | 9  | 6 | 15 | 39 | 57 | 24 |
| 13.  | SK Slaný VTJ                | 30 | 8  | 7 | 15 | 46 | 62 | 23 |
| 14.  | FK VTJ Teplice "B"          | 30 | 8  | 6 | 16 | 32 | 49 | 22 |
| 15.  | TJ Slovan Jirkov            | 30 | 9  | 2 | 19 | 28 | 59 | 20 |
| 16.  | TJ Kablo Kročehlavy         | 30 | 5  | 6 | 19 | 37 | 60 | 16 |

Poznámky:
- Z = Odehrané zápasy; V = Vítězství; R = Remízy; P = Prohry; VG = Vstřelené góly; OG = Obdržené góly; B = Body
- O pořadí klubů se stejným počtem bodů rozhodly vzájemné zápasy.

|  | Postup do ČFL 1993/94                           |
|  | Sestup do příslušného krajského přeboru 1993/94 |